# برندسازی ملی
برندسازی ملی (به انگلیسی: Nation branding)

## مفهوم برند ملی
برند ملی، مفهومی است که در بر دارنده طیف وسیعی از فعالیت‌های یک ملت است که شامل صادرات، سرمایه‌گذاری خارجی، فرهنگ و میراث فرهنگی، مردم، حاکمیت و گردشگری است. در واقع، برند ملی نشان‌دهنده هویت یک ملت از ابعاد گوناگون است.
برندسازی ملی دربارهٔ ساختن افرادی است که می‌خواهند به موفقیتهای یک کشور توجه کنند و به کیفیتهای آن ایمان دارند. برند ملی نمونه عینی و مدرن قدرت نرم است.
به عبارت دیگر مفهوم برند ملی مفهومی‌فراگیر و گسترده‌است که می‌تواند چتری برای همه برندها باشد و کلیه برندهای یک کشور را تحت پوشش خود بگیرد.

## انگیزه کشورها از برندسازی ملی
استفاده از تکنیکهای برندسازی برای ملتها پدیده نسبتاً جدیدی به حساب می‌آید، با این حال مفهومی‌است که با وجود رقابت فزاینده جهانی که ملتها در حوزه بازارهای داخلی و خارجی با آن روبرو هستند، بیش از پیش به آن توجه نشان می‌دهند. ملتها به‌طور روزافزون تلاشهای آگاهانه خود را جهت توسعه و بهبود برندسازی کشورشان افزایش می‌دهند. این تلاشها به سه منظور انجام می‌شود: جذب گردشگر، تشویق سرمایه‌گذاری خارجی و تقویت صادرات. بسیاری از ملتها هدفهای دیگری را نیز دنبال می‌کنند. از جمله این اهداف می‌توان به جذب استعدادها، نیروی کار ماهر و افراد با تحصیلات عالیه اشاره کرد.
تمپورال در پژوهشهایی که در این خصوص انجام داده معتقد است علاوه بر اهداف و انگیزه‌های کلیدی همچون جذب گردشگران، تشویق سرمایه‌گذاری خارجی و تقویت صادرات امکان تحقق مجموعه گسترده‌تری از مزایای بالقوه به کمک فرایند برندسازی ملی وجود دارد. از جمله این نتایج بالقوه می‌توان به ثبات ارز، تجدید اعتبار بین‌المللی، ایجاد محیطی امن برای سرمایه‌گذاری خارجی، ارتقاء جایگاه بین‌المللی، افزایش نفوذ سیاسی در عرصه بین‌المللی، تشویق مشارکت بین‌المللی قوی تر و تقویت نماد ملی (با ایجاد اعتماد به نفس، غرور، هماهنگی، جاه طلبی) اشاره کرد.
البته برخی کشورها مانند کشورهای بلوک شرق و اروپای مرکزی که به آنها اصطلاحاً اقتصادهای در حال گذار گفته می‌شود می‌توانند اهداف دیگری در فرایند برندسازی ملی خود دنبال کنند. هدف عمده‌ای که این دسته از کشورها در سایه چنین فرایندی دنبال می‌کنند عبارت است از ایجاد تصویری از کشور که در حال فاصله گرفتن از سیستم اقتصادی و سیاسی قدیمی و حرکت به سمت دنیای مدرن و جدید است. تحقق چنین اهدافی کشورهایی را که قصد رقابت فعال در عرصه جهانی دارند، ملزم می‌کند رویکردی آگاهانه و هوشیارانه نسبت به فرایند برندسازی ملی اتخاذ کنند.
قلمرو مزیت رقابتی برند ملی دربرگیرنده بخشهای مختلف از جمله جذب گردشگر، سرمایه‌گذار خارجی، کارآفرینان و مصرف کنندگان خارجی خدمات و محصولات یک کشور می‌باشد. همچنین برندسازی ملی می‌تواند در زدودن تصورات و ذهنیات غلطی که نسبت به یک کشور وجود دارد تأثیر بسزایی داشته باشد و کمک کند تا به نحو مطلوب در مواجهه با بازارهای هدف اقدام به جایگاه‌یابی مجدد نماید.

## تجربیات جهانی برندسازی ملی
برندسازی ملی همیشه برای کشورهایی که بحران زده بوده‌اند نیست. برندسازی و خلق آداب و رسوم به واسطه یک اتفاق حادث شده تا برنامه‌ریزی منظم اقتصادی، اما با این وجود برنامه‌ریزی اقتصادی حول محور برندسازی ملی هم اکنون قدمتی ده ساله دارد.
نقش برندسازی در توسعه همه‌جانبه کشورها به حدی است که یکی از نهادهای وابسته به سازمان ملل متحد به نام سازمان داراییهای معنوی دنیا مأموریت دارد در برندسازی به کشورهای در حال توسعه و فقیر کمک کند.
|  در انگلستان و آمریکا تلاشهای زیادی در زمینه برندسازی ملی انجام شده‌است تا جاییکه از آن به عنوان دیپلماسی عمومی یاد می‌شود. |
|  در کشورهایی همچون ترکیه که خواهان عضویت در اتحادیه اروپا هستند رقابتی سخت در جهت مورد پذیرش واقع شدن و جذب سرمایه‌ها در جریان است. |
|  اسپانیا که همواره به عنوان یک مورد موفق در برندسازی ملی مطرح است، با میزبانی بازیهای المپیک سال ۱۹۹۲ در بارسلون و در ادامه با برگزاری نمایشگاه بین‌المللی سویل، نقش بسیار عمده‌ای در اجرای راهبردهای ملی برندسازی ایفا نمود. |
|  دولت کرواسی پس از وقایعی چون پایگاه قرارگرفتن برای حزب نازی در جنگ جهانی دوم و جنگهای خونین دهه۱۹۹۰، فعالیتی همه‌جانبه را برای جا انداختن نام کرواسی در دنیا و تغییر نگرش جهانیان آغاز کرده‌است. هدف کرواسی ارائه سیمایی به عنوان یک کشور عادی با اقتصادی بازاری، دموکراتیک، دارای شهرهای زیبا و نیروی کار ارزان است.                                                                            |
|  کشور فنلاند فعالیتهای گسترده‌ای را آغاز نموده تا خود را به عنوان قلب ابداع و نوآوری اروپا در تولید محصولات با تکنولوژی بالا مطرح نماید، به این امید که کسب و کار شرکتهای فنلاندی فعال در بازار آمریکا رونق یابد. |
|  با استفاده از رویکردی مشابه، دولت چین نیز با تقلید از اسپانیا، میزبانی المپیک ۲۰۰۸ را بدست آورد و برگزاری نمایشگاه بین‌المللی شانگهای در سال ۲۰۱۰ نیز در راستای ارتقای برند ملی این کشور بود. |
|  شرکتهای آفریقایی که معمولاً کمتر از ۵ درصد سرمایه‌گذاریهای مستقیم خارجی در دنیا را کسب می‌کنند نیز به فکر افتاده‌اند که در جهت از بین بردن سیمای منفی آفریقا که همواره با بیماری، مرگ و گرسنگی پیوند خورده‌است، فعالیتهایی را آغاز کنند که از آن جمله می‌توان به برگزاری کنفرانس دو روزه تدوین استراتژیهای برندسازی ملی در دارالسلام تانزانیا و همچنین تدوین طرح ملی برندسازی در بوتسوانا اشاره کرد. |
|  دولت نیوزلند با آغاز فعالیتهای مربوط به برندسازی ملی خود در اوایل دهه ۹۰ و سپس با مطرح سازی شعار "%۱۰۰ Pure New Zealand" در سال ۱۹۹۹ قبل از ژاپن و سنگاپور با تدوین سندی ملی گام در راه برندسازی ملی گذاشت که نتیجه فعالیتهایش در سالهای بعد با افزایش چشمگیر صادرات و جذب گردشگران خارجی بروز یافت.                                                                                           |